# خافيير لوزانو سيد
خافيير لوزانو سيد (بالإسبانية: Javier Lozano Cid)‏ هو لاعب كرة الصالات ‏ ولاعب كرة قدم إسباني []، ولد في 28 أكتوبر 1960 في طليطلة في إسبانيا.